# Соколова Оксана Миколаївна
Оксана Миколаївна Соколова (нар. 13 травня 1971, м. Черкаси) — українська журналістка, телепродюсерка та телеведуча. Керівниця редакції публіцистичних програм компанії “Starlight Новини”. Авторка та ведуча одного з найрейтинговіших телевізійних проектів країни, тижневика “Факти тижня” на телеканалі  ICTV. Заслужена журналістка України.

## Життєпис
Оксана Соколова народилася 13 травня 1971 року в місті Черкаси України. Мати — Лілія Олексіївна, піаністка, вчителька музики. Батько — Микола Федорович, математик, конструктор черкаського машинобудівного заводу.
Середню школу закінчила із золотою медаллю. Паралельно отримала  атестат заочної фізико-математичної школи про Московському державному університеті.
Після школи вступила на факультет журналістики Київського національного університету імені Тараса Шевченка. У 1993 році закінчила навчання з червоним дипломом.
Працювала редакторкою Черкаського обласного телебачення; репортеркою, парламентською кореспонденткою, ведучою ранкового інформаційного мовлення каналу (від 2000, телеканал ICTV). прес-секретаркою Генерального прокурора України (від 2004), ведучою вечірніх новин та шеф-редакторкою програми «Свобода слова»  (від 2005, ICTV), ведуча авторської програми «Факти тижня з Оксаною Соколовою» на телеканалі ICTV (2006—2016); від 2007 — телепродюсерка.
Від січня 2017 року— ведуча проекту «100 хвилин з Оксаною Соколовою» на телеканалі ICTV. У 2017—2019 роках — ведуча проекту «100 хвилин з Оксаною Соколовою» на телеканалі ICTV. Від січня 2020 року - ведуча проекту «Факти тижня. 100 хвилин» на телеканалі ICTV.

## Кар'єра
Школяркою співпрацювала з редакцією газети “Молодь Черкащини” та обласним радіо. Професійну кар'єру почала з посади молодшого редактора Черкаської обласної студії телебачення “Рось”. Вела місцеві новини, прямі ефіри  ток-шоу, авторські проекти.
У 1995 році перейшла на посаду власного кореспондента “Української Служби новин (УТН)” телеканалу УТ-1 у Черкаській області. Стала наймолодшою власкоркою УТ-1 в Україні. У ті ж роки співпрацювала з “Вуличним телебаченням”.  Очолила їх представництво у Черкасах, працювала ведучою вуличних ток-шоу.
У 2000 році переїхала у Київ і доєдналась до команди оновленого телеканалу ICTV як репортерка, а згодом парламентська кореспондентка програми “Факти” У 2002 році відкрила ранкове інформаційне мовлення телеканалу  ICTV як ведуча програми “Факти”
З 2004 по 2005 рік була прес-секретаркою Генерального прокурора України Геннадія Васильєва.
У 2005 році повернулась на телеканал ICTV ведучою вечірніх новин. В тому ж році, в якості шеф-редактора запустила програму «Свобода слова» на телеканалі ICTV з ведучим Савіком Шустером.
У 2006 році запустила власний авторський проект "Факти тижня з Оксаною Соколовою". Відтоді його незмінна керівниця та ведуча. Проект став підсумковою крапкою інформаційної лінійки телеканалу ICTV
У 2007 році очолила редакцію публіцистичних проектів. Поміж програм, випущених за її продюсування:
- Популярний провокаційний проект-розслідування «Максимум в Україні» (2007—2013),
- Зірковий тижневик «Козирне життя» (2008—2014),
- Бізнес-шоу на підтримку малого бізнесу “Українська мрія” (2010),
- Соціальний проект на тему гендерної рівності “На рівних” (2011),
- Проекти-розслідування «Четверта вежа» (2013—2014),  “Інсайдер” (2013 — 2016) , «Теорія змови» (2019—2020).

## Нагороди
- Заслужений журналіст України (2 березня 2007) — за вагомий особистий внесок у соціально-економічний і культурний розвиток України, активну громадську діяльність[1].
- Національна премія України в галузі телебачення «Телетріумф» у номінації «Найкраща ведуча інформаційно-аналітичних програм» (2011)
- Відзнака Головнокомандувача ЗСУ  “За заслуги перед Збройними силами України” (2021)
- Неодноразово входила до сотні найвпливовіших українок та українців за версією журналу «Фокус»

## Родина та особисте життя
Розлучена, син — Всеволод.
Сестра — Валерія Черненко, журналістка та телеведуча.

## Цікаві факти
- Закінчила музичну школу по класу фортепіано.
- З 1997 по 1999 рік була членкинею першого “Ротарі клубу” Черкас.
- Дипломну роботу в університеті писала за особливостями стилістики Леоніда Парфьонова і згодом, з 2007-го року, почала співпрацювати з його командою на НТВ. Стиль Парфьонова став візитивкою багатьох проектів Соколової.
- У 2005 році працювала головною кризовою менеджеркою телеканалу “Київська Русь”, який належав Геннадію Васильєву. Перевезла канал з Донецька у Київ. Але звільнилась через ідеологічні розбіжності у поглядах з власником.
- З 2017 по 2018 рік була менторкою проекту «Я зможу!», спрямованого на посилення ролі жінок у суспільстві, надання їм можливостей для розвитку та  екномічної незалежності.
- Веде майстер-класи з журналістської мастерності.